# Ljoedmila Sjevtsova
Ljoedmila Ivanovna Sjevtsova (Russisch:Людмила Ивановна Шевцова) (Taman, 26 november 1934) is een voormalige Sovjet-Russische atlete, die gespecialiseerd was in de 800 m. Op deze discipline werd ze olympisch kampioene en had ze het wereldrecord in handen.

## Loopbaan
Op 3 juli 1960 verbeterde Ljoedmila Sjevtsova in Moskou het wereldrecord op de 800 m naar 2.04,3. Dit record evenaarde ze twee maanden later op de Olympische Spelen van Rome en werd hiermee olympisch kampioene. Achter haar finishte de Australische Brenda Jones (zilver; 2.04,4) en Oost-Duitse Ursula Donath (brons; 2.05,6).
Sjevtsova trainde bij VSS Avanhard in Dnjepropetrovsk. In 1960 werd ze onderscheiden met de Orde van de rode vlag van arbeid.

## Titels
- Olympisch kampioene 800 m - 1960
- Sovjet kampioene 800 m - 1961, 1962

## Wereldrecords
| Tijd   | Datum      | Plaats |
| ------ | ---------- | ------ |
| 2.04,3 | 03.07.1960 | Moskou |
| 2.04,3 | 07.09.1960 | Rome   |

## Palmares

### 800 m
- 1960:  OS - 2.04,50
- 1961:  Sovjet-Russische kamp. - 2.05,6
- 1962:  Sovjet-Russische kamp. - 2.08,1

1928: Lina Radke ·
1960: Ljoedmila Sjevtsova ·
1964: Ann Packer ·
1968: Madeline Manning ·
1972: Hildegard Falck ·
1976: Tatjana Kazankina ·
1980: Nadezjda Olizarenko ·
1984: Doina Melinte ·
1988: Sigrun Wodars ·
1992: Ellen van Langen ·
1996: Svetlana Masterkova ·
2000: Maria Mutola ·
2004: Kelly Holmes ·
2008: Pamela Jelimo ·
2012: Caster Semenya ·
2016: Caster Semenya ·
2020: Athing Mu ·
2024: Keely Hodgkinson